# Parasphendale agrionina
|  | Dieser Artikel wurde aufgrund von formalen oder inhaltlichen Mängeln in der Qualitätssicherung Biologie zur Verbesserung eingetragen. Dies geschieht, um die Qualität der Biologie-Artikel auf ein akzeptables Niveau zu bringen. Bitte hilf mit, diesen Artikel zu verbessern! Artikel, die nicht signifikant verbessert werden, können gegebenenfalls gelöscht werden. Lies dazu auch die näheren Informationen in den Mindestanforderungen an Biologie-Artikel. |

Parasphendale agrionina, im Deutschen auch „Tansania-Gottesanbeterin“ genannt, ist eine Fangschreckenart aus der Familie der Mantidae.

## Merkmale
Parasphendale agrionina zeichnet sich durch ihre blass-braune Färbung, besonders im Bereich des Abdomens, aus. Ihre Aggressivität ist stark ausgeprägt. Die ausgewachsenen Weibchen sind bis zu 6 cm und die Männchen bis zu 5 cm lang.

## Vorkommen
Diese Gottesanbeterin kommt in Ostafrika vor, wo sie von Äthiopien über Kenia bis nach Tansania verbreitet ist.
Dort findet man sie in der Trockensavanne, wo sie auf Geäst von Bäumen und Büschen oder auch auf Gras auf ihre nächste Beute lauert.

## Ernährung
Die Tansania-Gottesanbeterin ist Fleischfresser. Gefressen wird von ihnen alles was sie überwältigen können, z. B. Grillen, Heimchen, kleine Heuschrecken, Schaben etc. Dabei ist alles vorstellbar, was maximal 2/3 ihrer eigenen Körperlänge entspricht.

## Vermehrung
Die erste Oothek wird vom Weibchen etwa zwei Wochen nach der Verpaarung abgelegt. Im Abstand von zwei Wochen folgen bis zu acht weitere Ootheken. Aus einer Oothek schlüpfen nach ca. sechs Wochen etwa 50–150 Nymphen. In Gefangenschaft (25 bis 30 °C Tagestemperatur auf bis zu 19 °C Nachttemperatur) werden die Männchen ca. 5,5 Monate und die Weibchen ca. 10 Monate alt (Zeitpunkt ab dem Schlupf). Die Tansania-Gottesanbeterin betreibt keine Brutpflege.